# Burlsworth Trophy
Il Burlsworth Trophy è un premio assegnato ogni anno al miglior giocatore di college football che milita in una squadra della Football Bowl Subdivision (FBS) della National Collegiate Athletic Association (NCAA) e che ha iniziato la sua carriera come walk-on, ossia senza essere reclutato direttamente dalla squadra e senza aver ricevuto una borsa di studio.
Il premio, assegnato per la prima volta per la stagione 2010, è conferito dalla Brandon Burlsworth Foundation, fondazione dedicata a Brandon Burlsworth offensive lineman degli Arkansas Razorbacks dal 1994 al 1998 che iniziò la sua carriera come walk-on per poi riuscire a diventare un All-American nel 1998 e che morì in un incidente automobilistico a 22 anni, 11 giorni dopo essere stato selezionato dagli Indianapolis Colts nel terzo giro del Draft NFL 1999. Dal 2019 il Burlsworth Trophy fa parte dell'associazione National College Football Awards Association (NCFAA), secondo membro dall'Arkansas dopo il Broyles Award. Il trofeo è stato scolpito da Raymond Gibby di Nobility Bronze dell'Arkansas.

## Albo d'oro

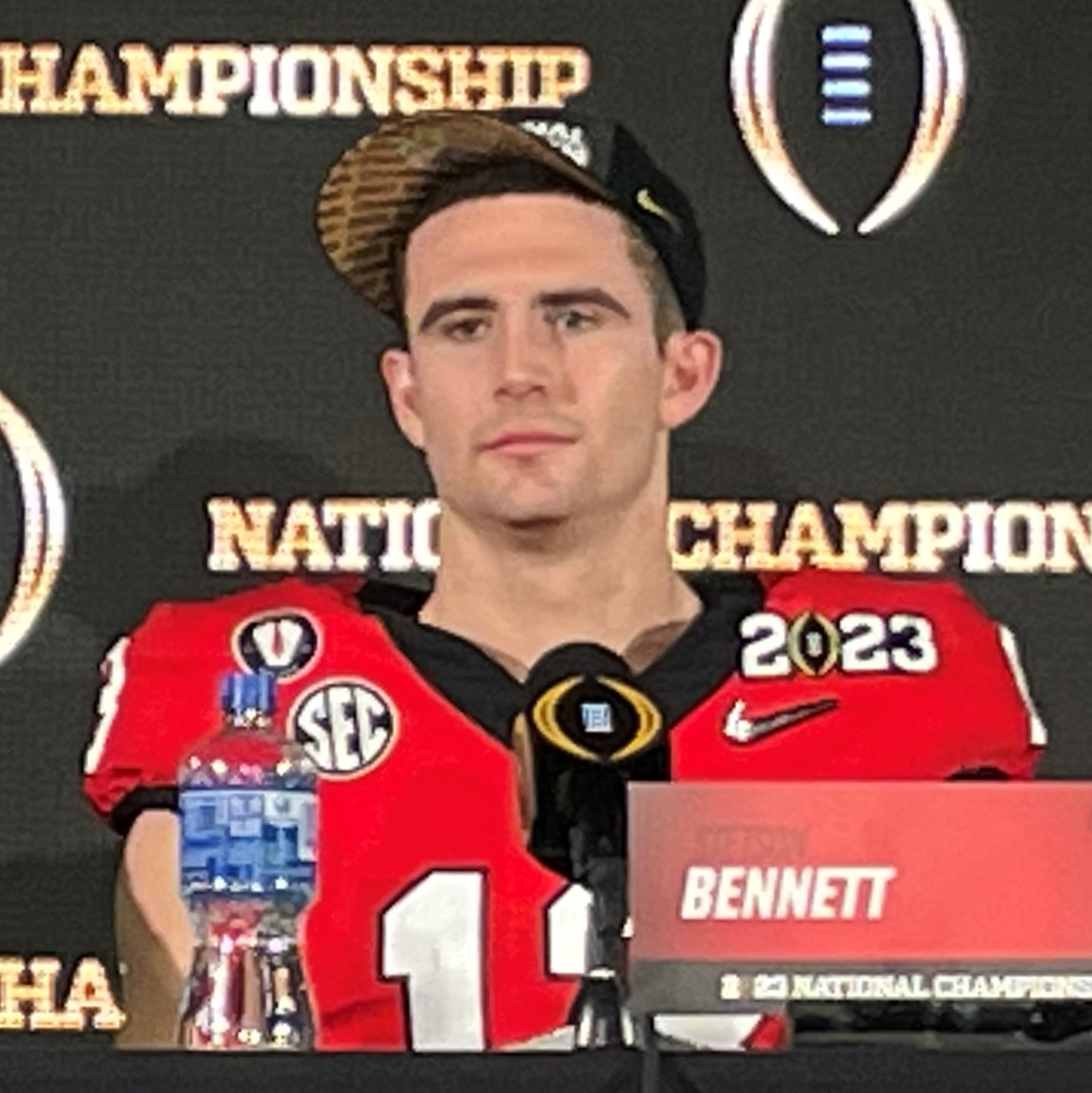
Stetson Bennett vincitore del premio per la stagione 2022

| Stagione | Giocatore        | Ruolo | College          | Note   |
| -------- | ---------------- | ----- | ---------------- | ------ |
| 2010     | Sean Bedford     | C     | Georgia Tech     | [ 7 ]  |
| 2011     | Austin Davis     | QB    | Southern Miss    | [ 8 ]  |
| 2012     | Matt McGloin     | QB    | Penn State       | [ 9 ]  |
| 2013     | Jared Abbrederis | WR    | Wisconsin        | [ 10 ] |
| 2014     | Justin Hardy     | WR    | East Carolina    | [ 11 ] |
| 2015     | Baker Mayfield   | QB    | Oklahoma Sooners | [ 12 ] |
| 2016     | Baker Mayfield   | QB    | Oklahoma Sooners | [ 13 ] |
| 2017     | Luke Falk        | QB    | Washington State | [ 14 ] |
| 2018     | Hunter Renfrow   | WR    | Clemson          | [ 15 ] |
| 2019     | Kenny Willekes   | DE    | Michigan State   | [ 16 ] |
| 2020     | Jimmy Morrissey  | C     | Pittsburgh       | [ 17 ] |
| 2021     | Grant Morgan     | LB    | Arkansas         | [ 18 ] |
| 2022     | Stetson Bennett  | QB    | Georgia          | [ 19 ] |
| 2023     | Cody Schrader    | RB    | Missouri         | [ 20 ] |
| 2024     | Bryce Boettcher  | LB    | Oregon           | [ 21 ] |